# المفاتيح العشرة للنجاح (كتاب)
| ” | عش كل لحظة كأنها الأخيرة، عش بالإيمان، عش بالأمل، عش بالحب، عش بالكفاح، وقدر قيمة الحياة. خاتمة الكتاب | “ |
|   | |   |

المفاتيح العشرة للنجاح هو كتاب ألفه إبراهيم الفقي، وتطلب تأليفه عدة سنوات، وهو نتاج لدراسات غزيرة ومستفيضة في مجال إدارة الأعمال ومجال التسويق وأيضا قام بالعديد من المقابلات مع أشهر الناجحين في العالم وأصحاب الشركات الكبرى. وقد وُجد أن أسباب النجاح التي عرفها عشرة وُضِعَتْ في هذا الكتاب. وحقق الكتاب مبيعات تفوق مليون نسخة ، وترجم إلى ثلاث لغات وهي (العربية، والإنجليزية، والفرنسية).

## المفاتيح العشر للنجاح
1. الدوافع. محرك للسلوك الإنساني.
2. الطاقة. وقود الحياة.
3. المهارة. بستان الحكمة.
4. التصور (التخيل). الطريق إلى النجاح.
5. الفعل (التطبيق). الطريق إلى القوة.
6. التوقع هو الطريق إلى الواقع.
7. الالتزام. بذور الإنجاز
8. المرونة. قوة الليونة
9. الصبر. مفتاح الخير
10. الانضباط وهو أساس التحكم في النفس.[4]

## وصلات خارجية
- آراء القراء حول كتاب المفاتيح العشرة للنجاح  على موقع أبجد